# 拉沃爾茨 (伊利諾伊州)
拉沃爾茨（英語：Rawalts）是位於美國伊利諾伊州富爾頓縣的一個非建制地區。該地的面積和人口皆未知。

## 地理
拉沃爾茨的座標為40°33′12″N 89°58′47″W / 40.55333°N 89.97972°W，而該地的平均海拔高度為191米（即627英尺）。